# جیم مگیلتون
جیم مگیلتون (انگلیسی: Jim Magilton؛ زادهٔ ۶ مهٔ ۱۹۶۹) بازیکن فوتبال اهل ایرلند شمالی است.
از باشگاه‌هایی که در آن بازی کرده‌است می‌توان به باشگاه فوتبال آکسفورد یونایتد، باشگاه فوتبال ساوت‌همپتون، باشگاه فوتبال شفیلد ونزدی، باشگاه فوتبال ایپسویچ تاون، و باشگاه فوتبال لیورپول، باشگاه فوتبال ایپسویچ تاون، و تیم ملی فوتبال ایرلند شمالی اشاره کرد.
وی همچنین در تیم‌های ملی فوتبال ۲۱ و ۲۳ ایرلند شمالی بازی کرده‌است.